# 89th Airlift Wing
Das 89th Airlift Wing (89th AW, deutsch: 89. Lufttransportgeschwader) ist ein US-amerikanischer Transportverband der Eighteenth Air Force des Air Mobility Commands, der für den Transport des US-Präsidenten und anderer hochrangiger Mitglieder der US-Regierung verantwortlich ist. Das Geschwader ist auf der Joint Base Andrews Naval Air Facility in Maryland stationiert.

## Aufgaben
Das 89th Airlift Wing ist für den Transport des US-Präsidenten, des Vizepräsidenten, der Regierungsmitglieder sowie anderer hochrangiger Beamter der US-Regierung und teilweise deren Familien zuständig. Dabei werden sowohl Staatsbesuche der Staatsführung mit Delegationen durchgeführt, mit Unterstützung anderer Verbände, wie auch Transporte innerhalb der Vereinigten Staaten.
Die 89th Airlift Wing hat die Wartung ihrer Flugzeuge durchzuführen. Damit entsprechen die Aufgaben denen der Flugbereitschaft des Bundesministeriums der Verteidigung der Luftwaffe der Bundeswehr.

## Geschichte
Der Verband wurde am 1. Mai 1951 als 89th Troop Carrier Wing, Medium aufgestellt. Seit dem 8. Januar 1966 ist er auf der Joint Base Andrews Naval Air Facility stationiert. Andere Quellen sehen den 1. Oktober 1948 und das 1254th Air Transport Wing als Ursprung der heutigen Einheit, außerdem wurden bereits ab 1936 VIP-Flüge durch die US-Streitkräfte für die Regierung durchgeführt.
1961 wurde das 1254th ATW vom Washington National Airport zur damaligen Andrews Air Force Base verlegt und 1966 aufgelöst bzw. mit dem 89th Troop Carrier Wing zusammengelegt, an seine Stelle trat das 89th Military Airlift Wing Special Missions. Der Verband war von 1977 bis 1980 als Gruppe organisiert, danach wieder als Geschwader und am 12. Juli 1991 mit dem 1776th Air Base Wing zum 89th Airlift Wing zusammengelegt.
Die Unterstellung des Geschwaders änderte sich ebenfalls mehrfach, aktuell ist das 89th Airlift Wing Teil der Eighteenth Air Force, die wiederum dem Air Mobility Command untersteht. Die beiden Dienststellen sind auf der Scott Air Force Base in Illinois beheimatet.

## Gliederung
Das 89th Airlift Wing gliedert sich in vier Gruppen, dabei ist die 89th Operations Group (89 OG) die vorgesetzte Ebene zweier fliegender Staffeln, die VIP-Flüge mit den Mustern C-20 und C-37 (1st Airlift Squadron) sowie C-32 und C-40 (99th Airlift Squadron) durchführt; die 89th Maintenance Group (89 MXG) stellt die Wartung dieser Luftfahrzeuge sicher, die 89th Airlift Support Group (89 ASG) ist für Aufgaben wie Kommunikation und Betriebsabläufe zuständig.
Flüge des Präsidenten bzw. mit der Flotte der Boeing VC-25A obliegt der vierten Gruppe, der Presidential Airlift Group (PAG). Diese Gruppe vereint die Aufgaben der anderen Gruppen in Hinsicht auf die VC-25-Flotte.
Aktueller Commander des Verbandes ist Colonel John C. Millard. Mit Margaret Woodward war von 2007 bis 2009 die erste Frau als Commander eingesetzt.

## Luftfahrzeuge
Das 89th Airlift Wing setzt diverse Luftfahrzeuge ein, die auf unterschiedliche Delegationsgrößen ausgelegt sind. Dem Präsidenten stehen zwei Boeing 747-200B zur Verfügung, die als VC-25 bezeichnet werden und mit Kommunikationsmöglichkeiten, Schlaf- sowie Konferenzräumen ausgestattet sind, um dem Präsidenten das Arbeiten bei längeren Flügen zu ermöglichen. Das Rufzeichen Air Force One wird jeweils dem Luftfahrzeug der US Air Force zugeteilt, das den Präsidenten an Bord hat und ist nicht nur auf die VC-25 beschränkt.
Daneben betreibt das Geschwader als C-32 bezeichnete Boeing 757, die häufig vom Vizepräsidenten genutzt werden und für kleinere Delegationen Maschinen des Typs C-40, militärische Versionen der Boeing 737. Im Bereich der Geschäftsreiseflugzeuge werden Flugzeuge des Herstellers Gulfstream eingesetzt, sowohl die älteren Gulfstream III und Gulfstream V als auch neuere Gulfstream 550.

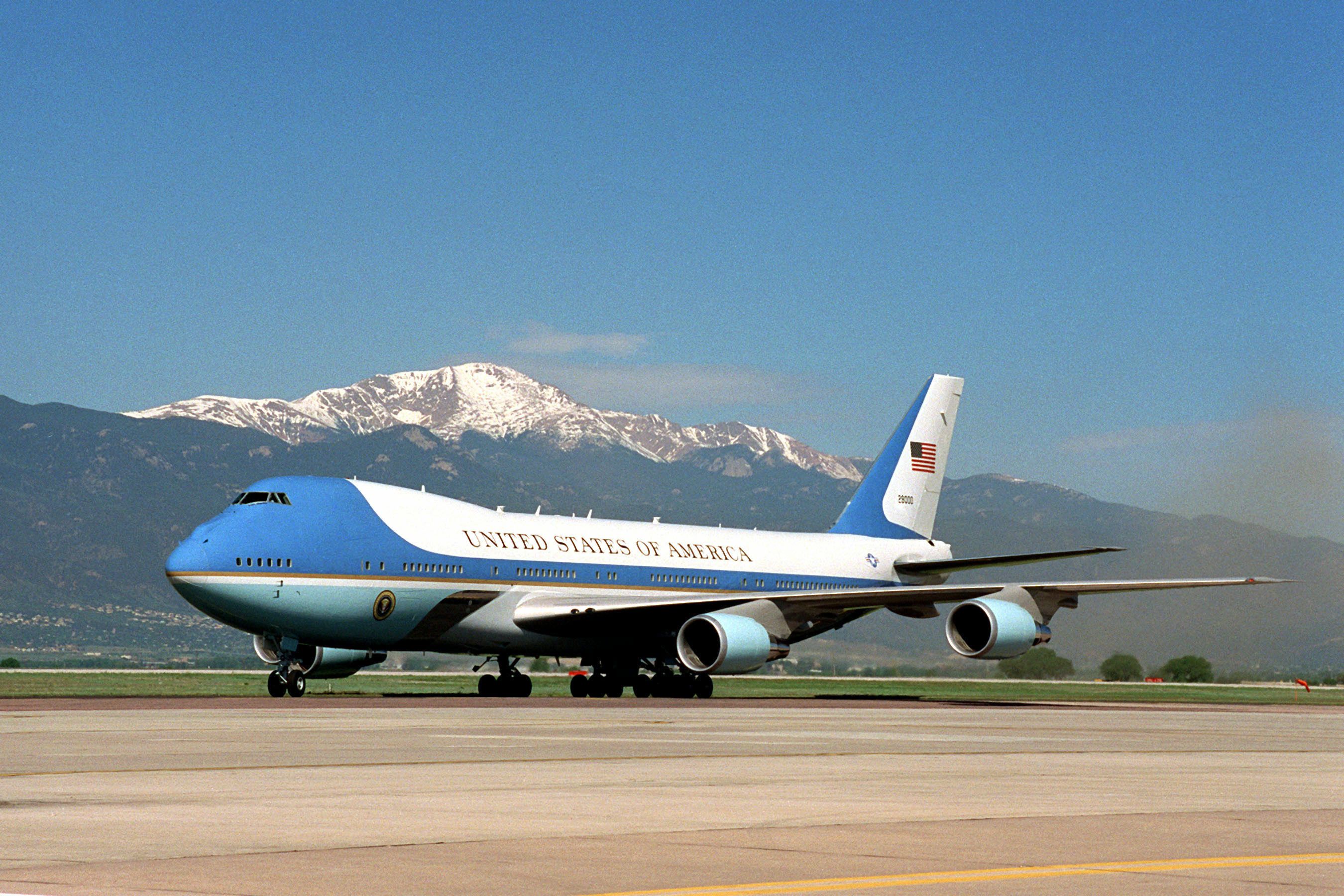
Boeing VC-25/„Air Force One“
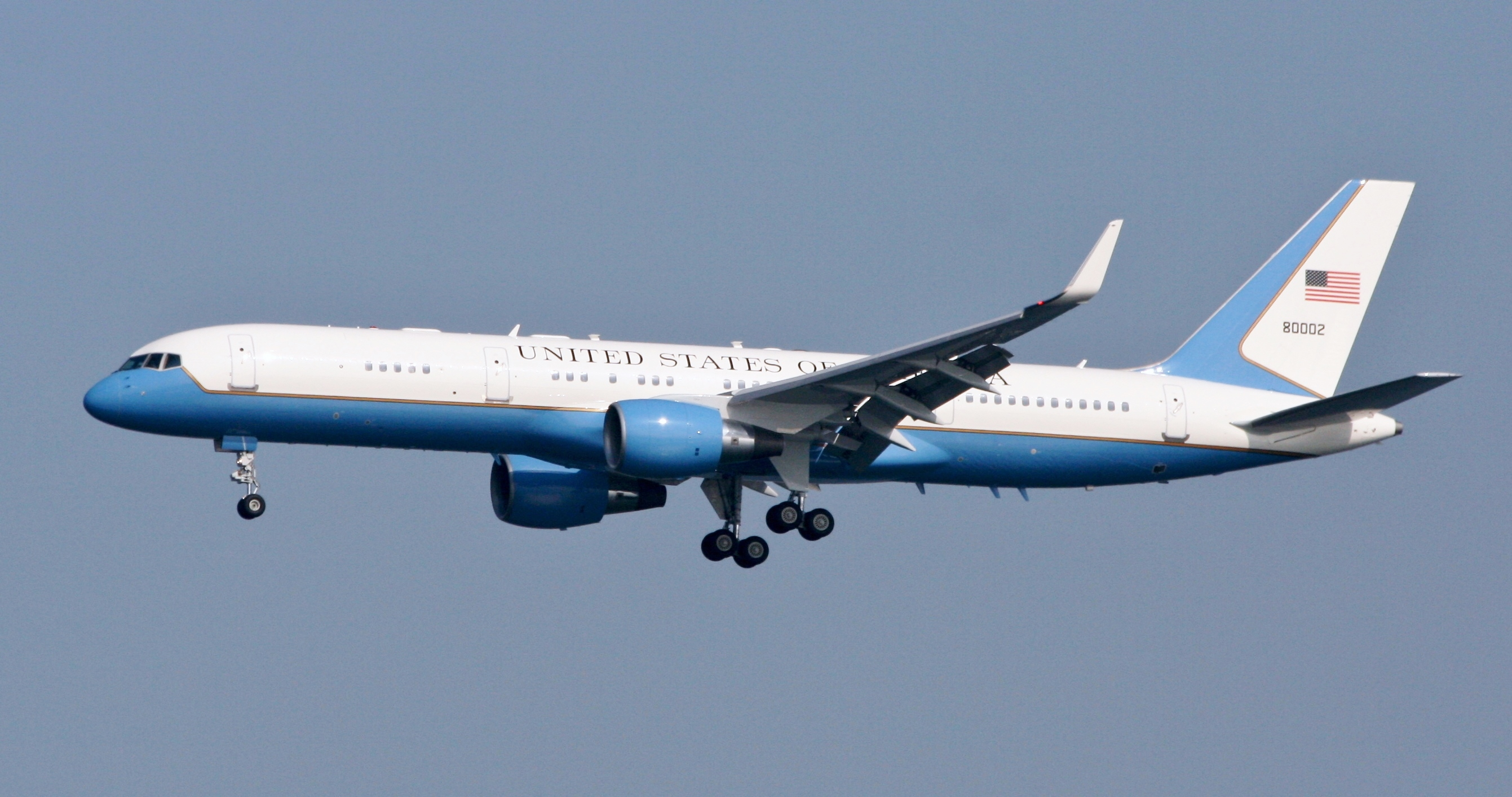
Boeing C-32A
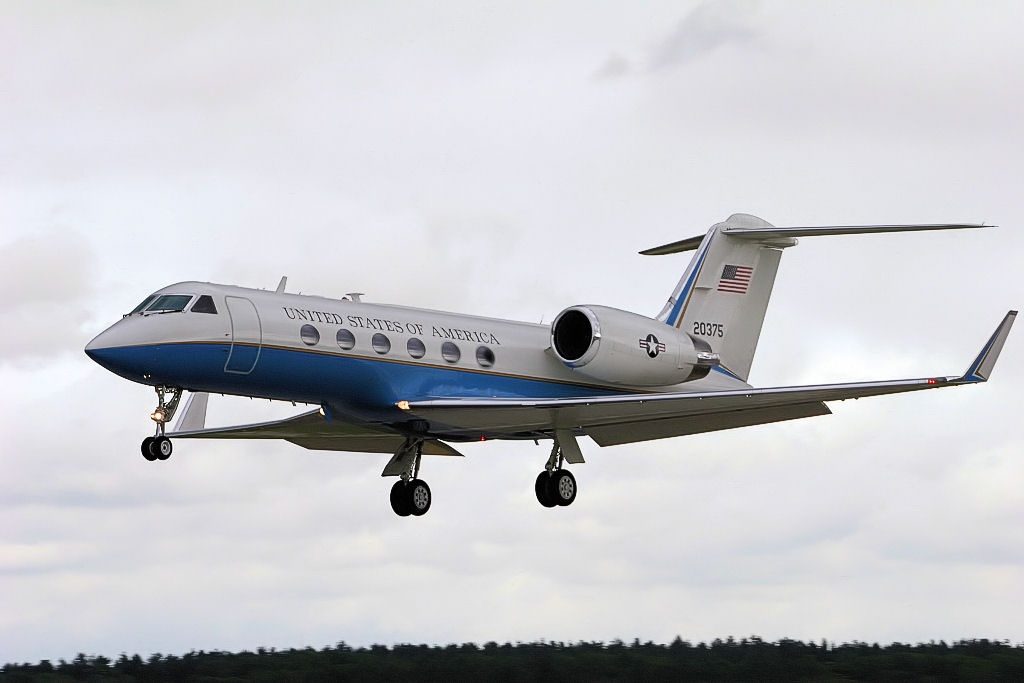
Gulfstream C-20
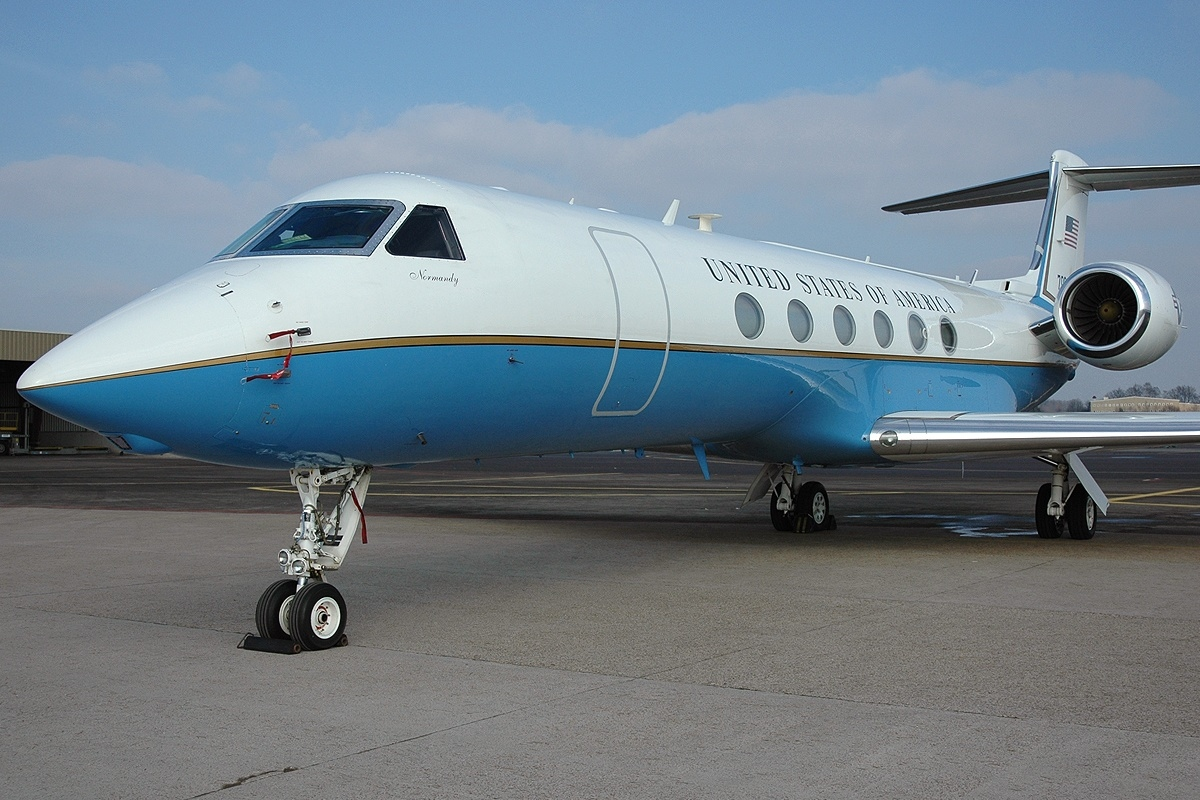
Gulfstream C-37